# Uniunea Compozitorilor și Muzicologilor din România
Uniunea Compozitorilor și Muzicologilor din România (U.C.M.R.) este organizația profesională a breslei muzicienilor creatori din România. 
Ea este, potrivit statutului, o organizație profesională apolitică, funcționând ca persoană juridică de drept privat, asociație fără scop patrimonial, de utilitate publică, în conformitate cu dispozițiile Decretului 271/1950, ale Decretului nr. 27/1990 și ale O.G. nr. 26/2000, cu modificările și completările ulterioare.
Actualmente, U.C.M.R. numără circa 400 de membri care constituie elita componisticii și muzicologiei naționale. Intrarea în Uniune se face pe criterii de înaltă performanță, legate de pregătirea de specialitate și de anvergura activității personale, la recomandarea biroului secției din care dorește să facă parte solicitantul. 
Uniunea are filiale în țară, în orașele Cluj-Napoca, Iași și Timișoara. Sediul central este la București, în Palatul Cantacuzino, donat în beneficiul muzicienilor români de George Enescu și de soția acestuia.

## Structurile Uniunii
Uniunea funcționează pe baza unei structuri care cuprinde 4 secții și 2 subsecții.
Secții:
- muzică simfonică, camerală, de operă și balet
- muzică corală
- muzică ușoară și jazz
- muzicologie și critică muzicală

Subsecții:
- fanfară
- didactică

Organul principal de conducere este Comitetul Director iar structura operativă este Biroul Executiv, din care face parte Președintele, vice-președintele de București și coordonatorii birourilor secțiilor de specialitate. 
Adunarea generală este forul care discută și aprobă hotărârile majore, cum ar fi modificarea statutului sau alegerea persoanelor din conducere.
După 1990, când problematica drepturilor de autor și a gestionărilor fondurilor rezultate din exercitarea acestuia a devenit deosebit de complexă, UCMR a înființat un organism independent de gestiune colectică a drepturilor de autor, UCMR-ADA, condus de un Președinte și de un Consiliu, care a preluat toate operațiunile tehnice și financiare legate de acest subiect. 
U.C.M.R. este membru fondator și al Alianței Naționale a Uniunilor de Creatori din România.

## Istoric
La 2 noiembrie 1920, la sediul Conservatorului bucureștean, s-a materializat inițiativa creării unui organism profesional care să apere și să garanteze prioritățile fundamentale ale creatorilor de muzică: Societatea Compozitorilor Români. Printre cei care au semnat actul de naștere al nou fondatei organizații se numărau: Ion Nonna Otescu, Alfred Alessandrescu, Constantin Brăiloiu, Dumitru Georgescu-Kiriac, Mihail Jora, Filip Lazăr, Dimitrie Cuclin, Constantin Nottara, Mihail Andricu, Theodor Rogalski, Sabin Drăgoi. Nefiind prezenți în Capitală, transilvănenii Gheorghe Dima, Tiberiu Brediceanu și Ion Vidu au comunicat în scris acceptul integrării lor, iar George Enescu – aflat în străinătate, dar fiind la curent și sprijinind proiectul și demersul constituirii – a anunțat acceptul său de a deveni președintele Societății.
Cu aceeași ocazie a fost ales primul Comitet de conducere și a fost adoptat Programul asociației, care prevedea "să ajute dezvoltarea producțiunii muzicale românești", să promoveze tiparul și execuția lucrărilor, să apere drepturile de autor ale membrilor ei și, în final, "să se ocupe de orice chestiune care ar atinge muzica sau muzicanții români". Inutil a demonstra că cele patru teze primordiale și-au păstrat actualitatea, regăsindu-se și în cuprinsul articolelor ultimului Statut al U.C.M.R. (din 1993). Reiese cu claritate intenția fondatorilor de a întemeia un for de importanță națională, a cărui menire consta în susținerea și promovarea valorilor artei sonore autohtone, precum și în protejarea intereselor profesionale, morale, sociale și materiale ale membrilor săi.
După instaurarea regimului comunist Societatea de a fost reformată după modelul celor existente în spațiul de influență sovietic și și-a schimbat numele în Uniune.

## Conducătorii Uniunii
Primul Președinte al Societății Compozitorilor Români a fost George Enescu. A urmat, în anii stalinismului, Matei Socor, funcția supremă fiind re-denumită "secretar", iar Societatea Compozitorilor a devenit Uniunea Compozitorilor. Ulterior a preluat conducerea Ion Dumitrescu, înlocuit de Petre Brîncuși și apoi de Nicolae Călinoiu. Primul președinte de după 1990 a fost Pascal Bentoiu (1990-1992), urmat de Adrian Iorgulescu (1992-2005) și de Octavian Lazăr Cosma (2005-2010). Din aprilie 2010 președinte a redevenit Adrian Iorgulescu.

## Scopul și obiectivele Uniunii
Uniunea a activat permanent pe linia afirmării muzicii autohtone și pe cea a susținerii creatorilor români. Uniunea se preocupă de organizarea unor concerte și cenacluri, a unor concursuri în diverse genuri muzicale, decernarea premiilor anuale ale breslei, achizițiile pieselor de calitate, bursele și călătoriile de studiu destinate în special tinerilor talentați, tipărirea lucrărilor remarcabile, oferirea de premii pentru interpretarea muzicii românești la diverse concursuri ș.a.m.d.
Pentru ameliorarea condițiilor de viață a membrilor săi au fost acordate ajutoare, împrumuturi, pensii, accesul la case de odihnă. Atenția acordată statutului socio-profesional al compozitorului a fost de asemenea o constantă reflectată în inițiativele conducerii Uniunii, vizând cadrul legislativ în materie, legătura cu organismele și forurile de resort, cu autoritățile în măsură să ajute la îmbunătățirea stării pecuniare și morale a compozitorului, dar și la recunoașterea menirii sale în societate.

## Editura Muzicală
Uniunea a înființat Editura Muzicală, singura editură de profil din România, până în primii ani de după 1990. Aceasta publică partituri și cărți de muzicologie, monografii ale compozitorilor români și străini etc.

## Publicații
Societatea Compozitorilor Români a fondat în anul 1908 revista Muzica, în care se publică studii, interviuri, recenzii, portrete de compozitori, știri etc. Această revistă a avut o pauză în apariție de 25 de ani, revenind pe piață în 1950. Din 1990 are o serie nouă, cu un alt format și un alt profil, majoritar științific. Din același an, partea de informație, comentariu, recenzii, interviuri, știri, cronici etc. a fost preluată de nou-înființata revistă Actualitatea muzicală.

## MagazinulMuzica
Uniunea a înființat Magazinul Muzica, situat în centrul capitalei, pe Calea Victoriei, în scopul distribuirii și promovării cărților, partiturilor, revistelor, discurilor, instrumentelor muzicale, aparaturii audio-video etc.